# Hugo Biehl
Hugo Matias Biehl (Piratuba, 19 de junho de 1952) é um político brasileiro.
Filho de Arlindo Irineu Biehl e de Elly Formehl Biehl. Casou com Iara Maria Biehl.
Formou-se técnico agrícola pela Escola Técnica de Sertão – RS, no ano de 1975. Neste mesmo ano começou a aplicar seus conhecimentos como extensionista  da Acaresc e depois na Seara Avícola de Xanxerê. Entre 1977 e 1982 foi Diretor de Agricultura da Prefeitura de Chapecó. Em 1979 formou-se Bacharel em Administração de Empresas e, no ano seguinte, assumiu a coordenadoria do Cursos de Administração da Fundeste, onde também foi professor.
Entre 1980 e 1981 foi presidente da Associação dos Técnicos Agrícolas de Santa Catarina (Atasc).
Elegeu-se pela primeira vez em 1982, como deputado estadual, reelegendo-se por mais um mandato para a Assembleia Legislativa de Santa Catarina, onde atuou até 1990. Em 1991 iniciou uma nova etapa da sua vida pública, como deputado federal. Na Câmara dos Deputados, cumpriu ao todo três mandatos consecutivos. Presidiu a Comissão de Agricultura da Câmara dos Deputados, Coordenou a Frente Parlamentar da Agropecuária. Foi o autor da proposta que resultou na Securitização da Dívidas Agrícolas, do RECCOP e do PESA, Programas que representaram verdadeira redenção do setor produtivo primário.
Em mais de duas décadas de vida pública se notabilizou como parlamentar defensor do setor agrícola e de questões relevantes para o cenário econômico empresarial. É empresário, no setor da indústria.

## Carreira
Foi deputado à Assembleia Legislativa de Santa Catarina na 10ª legislatura (1983 — 1987) e na 11ª legislatura (1987 — 1991), eleito pelo Partido Democrático Social (PDS).
Foi deputado à Câmara dos Deputados na 49ª legislatura (1991 — 1995), na 50ª legislatura (1995 — 1999) e na 51ª legislatura (1999 — 2003).